# Ilkó
Ilkó település Ukrajnában, Kárpátalján, a Munkácsi járásban.

## Fekvése
Munkácstól északra, Gombás, Erdőpatak és Kiscserjés közt fekvő település.

## Nevének eredete
Neve szláv, személynév eredetű, a ruszin, ukrán Ilko (Illés) becézett alakja.

## Története
Ilkó (Ilkóc) nevét 1610-ben említette először oklevél Ilkofalwa néven.
1664-ben Ilko Falva, 1773-ban Ilkócz néven írták.
1910-ben 80 görögkatolikus ruszin lakosa volt.
A Trianoni békeszerződés előtt Bereg vármegye Latorcai járásához tartozott.